# Койманс, Джордж
Джордж Ян Койманс (нидерл. George Jan Kooymans, 11 марта 1948, Гаага — 22 июля 2025, Рейкеворсел, Фламандский регион) — нидерландский гитарист и вокалист. Он наиболее известен своей работой с голландской группой Golden Earring. Койманс написал «Twilight Zone», единственный поп-сингл группы в топ-10 в американском Billboard Hot 100, который занял первое место в чарте Billboard Top Album Tracks .
Койманс также писал и продюсировал других артистов. В 2017 и 2018 годах он выпустил два альбома в составе Vreemde Kostgangers (Strange Boarders), супергруппы, выступающей на голландском языке, которую он сформировал вместе с Хенни Вриентеном (бас-гитаристом группы Doe Maar) и певцом и автором песен Будевейном де Грутом.
В феврале 2021 года Койманс объявил, что страдает боковым амиотрофическим склерозом (БАС) и уходит на пенсию. Вскоре после этого Golden Earring объявили о своем роспуске.
Койманс умер в Рейкеворселе 22 июля 2025 года в возрасте 77 лет.